# Joseph-Frédéric Braconier
Pour les articles homonymes, voir Braconier.
Joseph-Frédéric Braconier, né de Braconier en 1785 (sa famille a perdu la particule avec la chute de l'Ancien Régime) et mort le 25 mars 1858 à Liège, est un entrepreneur et homme d'affaires belge, actif dans la région de Liège.
Il fait fructifier les industries minières de son père Jean-Louis Braconier.

## Biographie
Joseph Frédéric Braconier est né en 1785, fils de Jean Louis Braconier et Anne Catherine Joseph Dethier, elle-même fille d'un bourgmestre de Verviers et veuve d'un maître de fosses liégeois. En 1822, il décide de renforcer les liens le reliant à Verviers en épousant Joséphine Claire Aldegonde de Thier (1789 - 1868), une cousine.
De leur union naissent une fille et trois fils. L'aînée se mariera en 1843 avec un entrepreneur de la région de Stavelot, lui-même apparenté à des entrepreneurs verviétois. Mais le divorce prononcé en 1850 met fin à toute relation avec la société de Verviers. Les trois fils, quant à eux, épousent tous des filles de riches familles industrielles liégeoises. Frédéric Braconier (1826 - 1912) se marie en 1852 avec la fille du fondateur de la Fabrique de fer d'Ougrée, Léon Braconier (1830 - 1907) avec la fille d'un brasseur et le benjamin, Charles, se marie avec Eugénie de Macar dont le père, Ferdinand de Macar était un grand industriel liégeois, administrateur de sociétés et gouverneur de la province de Liège. Les trois frères vont reprendre les affaires de Joseph-Frédéric et développer les entreprises.
Joseph-Frédéric meurt Braconier et non plus De Braconier le 25 mars 1858 à Liège, toujours marié avec Joséphine de Thier.

### Carrière et industries

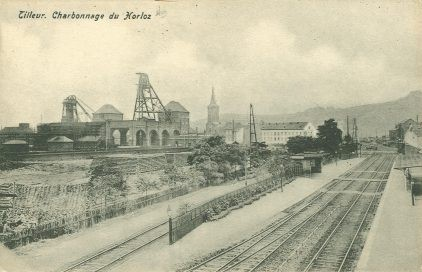
Houillère du Horloz.

Joseph-Frédéric poursuit les ébauches des industries que son père avait commencées en reprenant la direction des charbonnages et tente de posséder de nouveaux gisements car, à cette époque, le bassin liégeois semble être un véritable eldorado pour l'industrie minière. Ayant hérité des parts dans trois charbonnages différents, il réussit non seulement à les maintenir mais également à les développer. Le plus important était celui du Horloz.

#### Horloz
Le charbonnage du Horloz, à Tilleur, est celui que Joseph-Frédéric a le plus développé. Fait exceptionnel à Liège, il finance lui-même l'achat de nouvelles concessions et extensions de concessions pour ce charbonnage. Il obtient l'autorisation par arrêté royal le 5 octobre 1827 et la houillère du Horloz devient ainsi une concession de 273 hectares et 60 ares sous les communes de Tilleur, Montegnée, Saint-Nicolas, Jemeppe et Seraing. Et en 1834, la commune de Tilleur autorise la création d'un chemin de fer pour communiquer entre la houillère et les magasins ou dépôts.

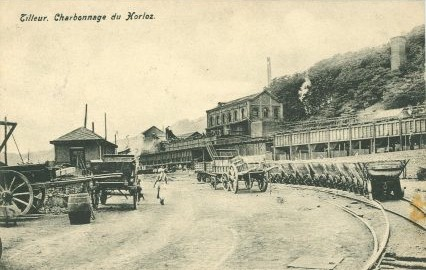
Charbonnage du Horloz.

Joseph-Frédéric a réussi, de justesse, à éviter la fermeture du siège de Murébure en 1842, à la suite d'une explosion de grisou qui a coûté la vie à 52 mineurs le 8 avril 1839, mais il n'arrive pas à en faire autant en 1849. La fosse du Bonnet (ou du Braconnier) qui datait du XVe siècle prend alors le relais, est remise en service la même année et le reste jusqu'en 1930.
Malgré ces grandes acquisitions, l'exploitation minière rencontre de graves problèmes à beaucoup de niveaux. Joseph-Frédéric a rencontré des problèmes et des mauvaises situations pour cette exploitation. Mais il préfère continuer à s'endetter, hypothéquer lourdement ses biens plutôt que de vendre une partie de ses parts.

### Héritages
Joseph Frédéric Braconier laisse, en 1858, l'ensemble de ses concessions à ses trois fils. Ils développent de plus en plus l'entreprise tout en se diversifiant et en gagnant de plus en plus d'influence. Ils participent tous activement à la vie politique nationale ce qui deviendra par ailleurs une sorte de tradition familiale.[réf. nécessaire]
En 1873, ils inaugurent le siège du charbonnage du Horloz avec des écuries, des lavoirs, la paire aux bois et les dépôts de triage en plus du puits d'extraction. La maison Braconier (ainsi que son jardin) avait de plus été transformée en hôpital. En 1875-1880, on y construit plusieurs fours à coke. Les héritiers de Joseph-Frédéric fondent une société civile puis anonyme en 1887.
Joseph-Frédéric ne cherchait en aucun cas à devenir un riche propriétaire ou un quelconque châtelain d'un village de la région. Son objectif prioritaire restait avant tout et jusqu'à la fin de sa vie le développement de la Houillère du Horloz.